# 岡井正男
岡井 正男（おかい まさお、1900年1月18日 - 没年不明 ）は農林技官。技官初の水産庁長官を務めた。退官後、極洋捕鯨副社長などに就任。

## 人物・経歴
愛媛県出身。1922年、北海道帝国大学附属水産専門部（現北海道大学水産学部）卒業。水産庁次長を経て、1956年技官として初めて水産庁長官に昇格。1957年退任。1958年極洋捕鯨取締役。1959年極洋捕鯨専務取締役。1964年極洋捕鯨取締役副社長。日本鮭鱒資源保護協会会長なども務めた。